# トーラー・クランストン
トーラー・クランストン（英語: Toller Cranston、1949年4月20日 - 2015年1月24日）は、カナダ出身の男性フィギュアスケート選手で引退後は振付師兼芸術家。1976年インスブルックオリンピックオリンピック男子シングル銅メダリスト。

## 経歴

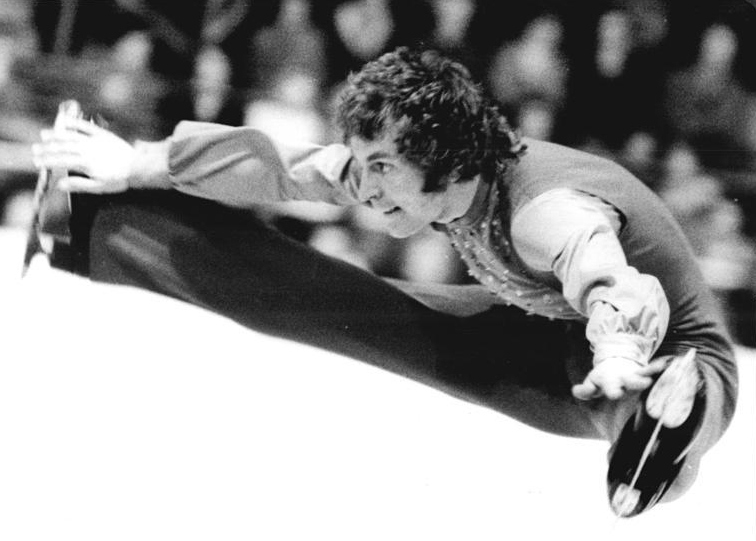
1974年のクランストン

- 1949年4月20日、カナダオンタリオ州ハミルトンに生まれる。
- 1974年世界フィギュアスケート選手権3位。
- 1976年インスブルックオリンピックで銅メダルを獲得し、アマチュア引退。
- 引退後はプロスケーターとして活動する傍ら振付師としても活躍。
- メキシコに移住し芸術家として活動。
- 2000年出版の回想録では女性の他に、オンドレイ・ネペラなどの男性とも関係を持ったと記述した[1]。
- 2015年1月24日、メキシコの自宅で死亡しているのが発見された[2]。

## 戦績
| 大会/年            | 1968-69 | 1969-70 | 1970-71 | 1971-72 | 1972-73 | 1973-74 | 1974-75 | 1975-76 |
| ------------------ | ------- | ------- | ------- | ------- | ------- | ------- | ------- | ------- |
| オリンピック       |         |         |         | 9       |         |         |         | 3       |
| 世界選手権         |         | 13      | 11      | 5       | 5       | 3       | 4       | 4       |
| 北米選手権         | 6       |         | 2       |         |         |         |         |         |
| カナダ選手権       | 3       | 2       | 1       | 1       | 1       | 1       | 1       | 1       |
| スケートカナダ     |         |         |         |         |         | 1       |         | 1       |
| サンジェルヴェ国際 |         | 3       |         |         |         |         |         |         |

## 書籍
- Zero Tollerance（トーラー・クラストン著、1998年）ISBN 9780771023354
- When Hell Freezes over（トーラー・クラストン著、2001年）ISBN 9780771023361
- Ice Cream（トーラー・クラストン著、2002年）ISBN 9780771023323